# Mönchhof-Dreieck
Das Mönchhof-Dreieck ist ein Autobahndreieck in Hessen, das sich im Rhein-Main-Gebiet befindet. Hier zweigt die Bundesautobahn 67 (Rhein-Main-Gebiet – Rhein-Neckar-Gebiet) von der Bundesautobahn 3 (Oberhausen – Frankfurt am Main – Passau) ab.

## Geographie
Das Dreieck ist nach dem Raunheimer Stadtteil Mönchhof benannt, auf dessen Gebiet es sich auch befindet. Die umliegenden Städte sind Kelsterbach, Frankfurt, Rüsselsheim, Mörfelden-Walldorf, Hattersheim und Flörsheim. Es befindet sich etwa 15 km südwestlich von Frankfurt und etwa 18 km südöstlich von Wiesbaden. Außerdem liegt es in unmittelbarer Nähe des Frankfurter Flughafens.
Auf der A 3 trägt das Mönchhof-Dreieck die Nummer 48, auf der A 67 die Nummer 1. Es bildet auf der A 3 eine Doppelanschlussstelle mit der AS Raunheim.

## Bauform
Das Dreieck ist eines der wenigen in Deutschland, das in T-Form gebaut wurde. Hierfür typisch ist die aufwändige Bauweise, wie hier zum Beispiel die gleichzeitige Unter- und Überführung der A 3. Dies erinnert zudem an ein halbes Malteserkreuz.

### Ausbauzustand
Die A 3 ist in diesem Bereich auf sechs Fahrstreifen ausgebaut. Die A 67 ist auf vier Fahrstreifen befahrbar. Alle Rampen sind bis zur Zusammenlegung und eigentlichem Beginn der A 67 bzw. Auffahrt auf die A 3 zweispurig befahrbar.
Die Verbindung Frankfurt nach Rüsselsheim wurde 2022 so neu gebaut, dass die Spur von Wiesbaden von rechts einfädelt.

### Prinzipgleiche Straßenkreuze
- Autobahndreieck Neukölln
- Autobahndreieck Dresden-West
- Autobahndreieck Würzburg-West

## Verkehrsaufkommen
Das Mönchhof-Dreieck gehört mit etwa 178.000 Fahrzeugen pro Tag zu den meistbefahrenen Verkehrsknotenpunkten in Hessen.
| Von               | Nach                      | Durchschnittliche tägliche Verkehrsstärke | Durchschnittliche tägliche Verkehrsstärke | Durchschnittliche tägliche Verkehrsstärke | Anteil Schwerlastverkehr | Anteil Schwerlastverkehr | Anteil Schwerlastverkehr |
| Von               | Nach                      | 2005                                      | 2010                                      | 2015                                      | 2005                     | 2010                     | 2015                     |
| ----------------- | ------------------------- | ----------------------------------------- | ----------------------------------------- | ----------------------------------------- | ------------------------ | ------------------------ | ------------------------ |
| AS Raunheim (A 3) | Mönchhof-Dreieck          | 097.800                                   | 115.000                                   | 126.200                                   | 12,8 %                   | 13,6 %                   | 13,1 %                   |
| Mönchhof-Dreieck  | AS Kelsterbach (A 3)      | 122.200                                   | 126.000                                   | 137.600                                   | 12,6 %                   | 13,0 %                   | 12,8 %                   |
| Mönchhof-Dreieck  | AS Rüsselsheim-Ost (A 67) | 068.300                                   | 083.200                                   | 092.000                                   | 11,2 %                   | 11,5 %                   | 11,6 %                   |